# زاك إيفانز (لاعب كرة قدم)
زاك إيفانز (بالإنجليزية: Zac Evans)‏ هو لاعب كرة قدم بريطاني، ولد في 3 يونيو 1991 في Presteigne ‏ في المملكة المتحدة. لعب مع كارديف سيتي ونادي نيوتاون ونادي هيرفورد.

## وصلات خارجية
- زاك إيفانز على موقع قاعدة بيانات كرة القدم.إي يو (الإنجليزية)
- زاك إيفانز على موقع Soccerbase.com (لاعب) (الإنجليزية)